# Toki (Computerspiel)
Toki ist ein Jump-’n’-Run-Arcade-Spiel, das von der Firma TAD Corporation entwickelt und 1989 veröffentlicht wurde. In Japan wurde das Spiel unter dem Namen JuJu Densetsu vertrieben. Die Vermarktung in den USA wurde von Fabtek übernommen.

## Hintergrundgeschichte
Im animierten Intro des Spiels sieht man, wie „Miho“, die Freundin Tokis, von einem Zauberer namens „Vookimedlo“ entführt wird. Der Hauptcharakter Toki versucht ihn daran zu hindern und wird daraufhin von diesem in einen Schimpansen verwandelt.

## Spielablauf
Der Spieler steuert einen Affen und versucht sechs Level zu beenden. Den zahlreichen Gegnern erwehren kann sich dieser durch Spucken und Springen. Das Spucken stellt den Hauptangriff des Affen dar. Ähnlich wie in den Super-Mario-Spielen, können Sprünge neben Ausweichen auch dazu genutzt werden, auf den Gegnern zu landen und diese damit aus dem Spiel zu werfen.
Von Zeit zu Zeit hinterlassen ausgeschaltete Gegner Power-Ups. Das Gros stellen Verbesserungen der Spuckfähigkeit des Affen dar. Beispiele sind ein Zweifachschuss oder die Möglichkeit Feuer zu speien. Auch können ein als Schutzschild fungierender Football-Helm und Turnschuhe, die es dem Spieler ermöglichen höher zu springen, eingesammelt werden.
Am Ende eines Levels erfolgt jeweils ein Kampf gegen einen Endgegner. Der Spieler kann durch Kollisionen mit Gegnern, Geschossen oder Fallen, als auch durch das Ablaufen eines am Bildschirm eingeblendeten Zeitlimits, Leben verlieren. Bei Spielbeginn besitzt dieser drei Leben.

## Portierungen
Toki wurde 1991 auf den Systemen Amiga, Atari ST, C64, Sega Mega Drive, Atari Lynx und NES veröffentlicht. Die Portierungen auf Heimcomputer erfolgte durch Ocean. Die NES-Version wurde von Taito entwickelt. Lynx- und Mega-Drive-Konvertierungen wurden von den Softwareabteilungen der Hersteller selbst herausgebracht. Die SEGA-Version besitzt einen zum Teil stark veränderten Levelaufbau.
Eine neue Version wird für 2018 von der GGP-Gruppe angekündigt.
Am 17. Juni 2019 veröffentlichte Microïds unter dem Namen TOKI Juju Densetsu, eine komplett neu überarbeitete Version des Spiels für die Xbox One, die man dort im Microsoft Store als 540 Megabyte großen Download kaufen kann. Das Spiel ist auch für Nintendo Switch, Windows und PlayStation 4 erhältlich.

## Kritik
In der Presse wurde vor allem die fast originalgetreue Umsetzung des Automaten auf die 16-Bit-Computersysteme gelobt. So schreibt der Amiga Joker: „Bei Oceans neuestem Streich macht sich hingegen fast schon Verwirrung breit: Automat oder Amiga?“ (Amiga Joker, Ausgabe 10/1991)